# Stadion Doksy Drama
Stadion Doksy Drama – stadion piłkarski w Dramie, w Grecji. Został otwarty 1 lipca 1953 roku. Może pomieścić 7000 widzów. Swoje spotkania rozgrywają na nim piłkarze klubu Doksa Drama.